# フレーデン島
フレーデン島(フレーデンとう、露語：Остров Фреден)とは、ロシア連邦、アルハンゲリスク州北部にあるゼムリャフランツァヨシファのベーラヤゼムリャ諸島にある島である。

## 地理
最高点は165メートル。エヴァ・リヴ島は8.5km北東にあり、サーサ海峡で隔てられている。

## 名称
ドイツのウィリアム・フレーデンによって名付けられた。